# Antoine Cabarroc
Antoine Cabarroc, né le 23 juillet 1732 à Saint-Michel (Tarn-et-Garonne) et mort le 2 septembre 1801 au même lieu, est un homme politique français.

## Biographie
Procureur syndic du district de Valence-d'Agen, il est élu député suppléant à la Convention, pour le Lot-et-Garonne. Il est appelé à siéger le 9 frimaire an II. Il est élu député de Lot-et-Garonne au Conseil des Anciens le 22 vendémiaire an IV, y siégeant jusqu'en l'an VI.

## Sources
- « Antoine Cabarroc », dans Adolphe Robert et Gaston Cougny, Dictionnaire des parlementaires français, Edgar Bourloton, 1889-1891 [détail de l’édition]